# Kikimora
 Ovo je glavno značenje pojma Kikimora. Za rod paukova pogledajte Kikimora (rod).
Kikimora je legendarni istočnoslavenski zao kućni duh koji se pojavljuje u liku malene žene. Kikimora se brine o domaćim životinjama. Neprijateljski je raspoložena prema muškarcima, a noću uznemirava djecu.